# Bolivianische Revolution
Die bolivianische Revolution, auch als nationale Revolution oder Revolution von 1952 bezeichnet, war ein politischer und gesellschaftlicher Umsturz in Bolivien im Jahre 1952. Mit ihr waren weitreichende soziale Umwälzungen im Bolivien verbunden. Sie zählt zu den wichtigsten Revolutionen Lateinamerikas im 20. Jahrhundert.

## Vorgeschichte
Im Jahre 1935 hatte Bolivien den Chacokrieg gegen Paraguay verloren, was mit politischem Chaos und wirtschaftlichem Abstieg des Landes verbunden war. Vor der Revolution war das Land noch teils feudalistisch geprägt, nur etwa 7 % der Bevölkerung besaßen das Wahlrecht, Frauen und Indigene waren von politischer Beteiligung ausgeschlossen. Die Macht lag in den Händen der Großgrundbesitzer (Latifundistas) sowie Zinnbaronen wie Simón I. Patiño, denen die wirtschaftlich bedeutenden Bergwerke des Landes gehörten. Bereits der 1943 durch einen Putsch an die Macht gekommene Präsident Gualberto Villarroel López versprach eine Agrarreform und bessere Bedingungen für die Arbeiter, er wurde jedoch 1946 gestürzt und von einer aufgebrachten Menge gelyncht.
Politisch war die Landschaft nun zwischen der Elite und den populistischen Massenbewegungen, von denen die einflussreichste der linksnationalistische Movimiento Nacionalista Revolucionario (MNR) unter Víctor Paz Estenssoro war, gespalten. In den 1940er Jahren hatte sich das MNR in den Folgejahren von einer politisch zwischen dem Faschismus und dem Sozialismus changierenden Gruppierung zu einer einflussreichen Bewegung sowohl der Mittel- als auch der Arbeiterschicht, die als wichtigste Vertreterin der Opposition gegen die traditionelle Elite für eine gesellschaftliche Umwälzung eintrat, entwickelt. Der MNR versprach eine Agrarreform zugunsten der Kleinbauern und eine Verstaatlichung der Minenindustrie.

## Erster Versuch
Im Mai 1949 brach in der Siglo XX-Mine ein Streik der Arbeiter aus, den die Regierung von Enrique Hertzog blutig niederschlug. Im August besetzten Aufständische mehrere Städte in den Departements Santa Cruz de la Sierra und Cochabamba und erklärten dem im Exil weilenden Paz Estenssoro zu ihrem Präsidenten. Der Aufstand wurde bis zum 15. September blutig niedergeschlagen und der Anführer der Revolutionäre Lidio Ustarez gehängt. Hertzog konnte sich jedoch nicht im Amt halten und wurde von Vizepräsident Mamerto Urriolagoitia Harriague ersetzt.

## Präsidentenwahl 1951
Im Mai 1951 wurde Paz Estenssoro trotz Manipulationsversuchen Sieger der Präsidentenwahl, woraufhin die Regierung Urriolagoitía von ein Militärtriumvirat einberief und die Exekutivmacht auf dieses übertrug, um die Machtübernahme durch den MNR zu verhindern. Die Präsidentenwahl wurde schließlich annulliert.

## Zweiter Versuch
Am 9. April 1952 scheiterte zunächst ein Putschversuch durch Polizeigeneral Antonio Seleme. Erst die Unterstützung durch Hernán Siles Zuazo und den Gewerkschaftsführer Juan Lechín Oquendo, letzterer mobilisierte und bewaffnete die Arbeiter der nördlich von La Paz gelegenen Milluni-Mine, konnte das Blatt gewendet werden. Auch die liberale und kommunistische Opposition unterstützte den Aufstand. Der 10. April war von heftigen Straßenschlachten und Kämpfen zwischen den Arbeitern und dem Militär geprägt, am 11. April konnte schließlich der Präsidentenpalast Palacio Quemado eingenommen werden. Die letzten Militärs kapitulierten am 12. April.

## Nachspiel
Paz Estenssoro wurde aus den Exil eingeflogen und übernahm das Präsidentenamt von Siles. Vorbild für Paz war die mexikanische Revolution der Partido Revolucionario Institucional, welche ein staatskapitalistisches Einparteiensystem mit demokratischer Fassade war. Unter Paz wurden Regimegegner wie die Anhänger des alten Regimes, aber auch Faschisten, Liberale und Kommunisten in entlegenen Gebieten inhaftiert und einige waren es sogar noch, nachdem die Phase der Revolution 1964 endete. Das Militär wurde drastisch verkleinert (das Budget lag vor der Revolution bei über 50 % des Staatshaushaltes) und die MNR setzte vor allem die Polizei und Arbeitermilizen zur Sicherung ihrer Macht ein.
Gleichzeitig wurde mit umfassenden Reformen begonnen. Die neue Regierung entmachtete die Großgrundbesitzer und brachte die Bergwerke unter gemeinsame Kontrolle des Staates und der Gewerkschaften. Ein allgemeines Wahlrecht wurde eingeführt, erstmals durften auch Frauen und Indigene in Bolivien wählen.
Der neu geschaffene Staatsbetrieb COMIBOL organisierte soziale Absicherung, Gesundheitsversorgung und Renten für die Arbeiter im Bergbau, die operative Führung wurde den Gewerkschaften überlassen. Das erhoffte Wirtschaftswunder blieb jedoch aus, da der Bergbausektor unter niedrigen Zinnpreisen und einer ineffizienten Führung der Gewerkschaften litt. Im Gegensatz zu anderen sozialen Revolutionen in Lateinamerika waren die Vereinigten Staaten dem Ereignis nicht ablehnend gegenübergestellt. Anders als beispielsweise in Chile oder Peru war der Bergbausektor nicht in der Hand internationaler Konzerne, sondern gehörte einheimischen Unternehmern. Die USA hofften möglicherweise, durch die Revolution und die darauf folgende Unsicherheit ihre Stellung gegenüber Boliviens verbessern zu können.
Die Phase der bolivianischen Revolution endete 1964 durch einen Militärputsch unter Vizepräsident René Barrientos Ortuño.